# Bánfa
Bánfa község Baranya vármegyében, a Szigetvári járásban.

## Fekvése
Szigetvár délkeleti vonzáskörzetében fekszik. A szomszédos települések: észak felől Rózsafa, délkelet felől Sumony, dél felől Okorág, délnyugat felől Szentegát, nyugat felől pedig Katádfa. Kelet felől a legközelebbi település Szentdénes, de közigazgatási területeik nem határosak egymással.
A faluhoz tartozik a tőle északra 1860-ban létrehozott Simonfa uradalmi majorság is (nem tévesztendő össze a Somogy vármegyei Simonfa községgel).

### Megközelítése
Tulajdonképpen zsáktelepülésnek tekinthető, mert központja közúton csak északi irányból érhető el, a 6-os főútról Nagypeterdnél letérve, Rózsafán és a simonfai községrészen keresztül, az 58 104-es számú mellékúton, vagy Katádfa érintésével egy alsóbbrendű úton. Délebbi szomszédaival nincs közúti kapcsolata.

## Története
Az Árpád-kori község neve az okleveles említések közül 1289-ből ismert a legkorábbról, Baanfolva formában.
Egykor a pécsi káptalan birtoka volt.
1703-ban, a török kiűzése után I. Lipót császár új adományként, közös javadalomként adta a falut a pécsi káptalannak és püspöknek.
Később, de még a XVIII. században a Batthyány családé lett.
Az 1930-as években a településen német, délszláv és más lakosok telepedtek le.

## Közélete

### Polgármesterei
- 1990–1994: Álló Zoltán (független)[3]
- 1994–1998: Álló Zoltán (független)[4]
- 1998–2002: Szabó Miklósné (független)[5]
- 2002–2006: Szabó Miklósné (független)[6]
- 2006–2010: Szabó Miklósné (független)[7]
- 2010–2014: Bódi László István (független)[8]
- 2014–2019: Szabó Melinda (független)[9]
- 2019–2024: Szabó Melinda (független)[10]
- 2024– : Szabó Melinda (független)[1]

## Népesség
A település népességének változása:
| Lakosok száma | 168  | 170  | 168  | 178  | 201  | 191  | 189  | 189  |
|               | 2013 | 2014 | 2015 | 2019 | 2021 | 2022 | 2023 | 2024 |

A 2011-es népszámlálás során a lakosok 61%-a magyarnak, 9,9% cigánynak, 1,1% horvátnak, 0,5% németnek, 0,5% románnak mondta magát (35,7% nem nyilatkozott; a kettős identitások miatt a végösszeg nagyobb lehet 100%-nál). A vallási megoszlás a következő volt: római katolikus 51,6%, református 2,2%, izraelita 0,5%, felekezeten kívüli 7,1% (37,4% nem nyilatkozott).
2022-ben a lakosság 85,3%-a vallotta magát magyarnak, 22% cigánynak, 0,5% horvátnak, 0,5% örménynek, 0,5% németnek, 0,5% románnak, 1% egyéb, nem hazai nemzetiségűnek (14,7% nem nyilatkozott; a kettős identitások miatt a végösszeg nagyobb lehet 100%-nál). Vallásuk szerint 51,3% volt római katolikus, 2,1% református, 0,5% egyéb keresztény, 4,7% felekezeten kívüli (41,4% nem válaszolt).

## Nevezetességei
- Római katolikus temploma 1912-ben épült a Szentháromság tiszteletére.
- Déli határában nagy kiterjedésű tórendszer terül el, amely részben már Sumonyhoz tartozik. A tavakat horgászatra is hasznosítják, de hozzájuk kapcsolódva működik a Sumonyi Madárvonulás-kutató Állomás is.